# Godt og ondt
Det gode og det onde er en legendarisk kamp. Kampen siges i kristendommen at være Gud og Satan, der kæmper den endeløse kamp, mellem det gode og det onde er der 'Balancen'. Den endeløse kamp mellem godt og ondt er hyppigt anvendt i alle former for litteratur og medie.

## Eksempler
Det gode og det onde er dybe modsætninger, også med deres symboler, der er næsten ingen ligheder mellem de to elementer.
- Lys – Mørke
- Liv – Død
- Hvid – Sort